# مضاد الصواريخ والمدفعية والهاون
مضاد الصواريخ وقذائف المدفعية وقذائف الهاون (بالإنجليزية: Counter rocket, artillery, and mortar)‏ ويشار إليها اختصارًا باسم سيرام أو مضاد رام (بالإنجليزية: Counter-RAM)‏ أو منظومة سي-رام الأمريكية، هي منظومة دفاع جوي أمريكية، من تصنيع شركة ريثيون، وهي النسخة البرية من منظومة فالانكس الصاروخية البحرية التي تستخدمها البحرية الأمريكية لحماية نفسها ضد صواريخ بحر بحر أو صواريخ أرض بحر. استخدمها القوات المسلحة الأميركية في العراق بعد غزوه لحماية قواعدها العسكرية ومنها معسكر النصر وقاعدة بلد الجوية، كما استخدمتها لحماية السفارة الأميركية في بغداد، كما استخدمتها في حرب أفغانستان حتى الساعات الأخيرة من انسحابها من هناك، حيث خلّفت وراءها نسخة مدمرة من المنظومة في مطار كابل الدولي.

## تاريخها
طُوّرت «منظومة سي رام» في عام 2004، وتعد منظومة القبة الحديدية الإسرائيلية مشابهة لها في العمل، إلّا إن الأخيرة أطول مدى منها، لكن المنظومة الأمريكية أقل تكلفة وأكثر مرونة، إذ هي قادرة على المناورة بشكل أكبر، حيث صممت لتدور حتى 300 درجة والالتفاف 115 درجة في الثانية الواحدة.

## مواصفاتها
تعتمد «منظومة سي رام» على رشاش دوار سداسي السبطانة من نوع «إم 61» (بالإنجليزية: M-61)‏ عيار 20 ملم، ويبلغ مداه الفعال 3500 م، وهي مصممة للتعامل مع الصواريخ المعادية وقذائف الهاون، وصمم رشاشها ليطلق 4500 طلقة بالدقيقة الواحدة. تحدد المنظومة أهدافها في الجو عبر مجموعة رادارات ومستشعرات كاشفة للصواريخ والمدفعية وقذائف الهاون ومسار اتجاهها ومواقع انطلاقها وسقوطها حسب خوارزميات معقدة قادرة على التصدي للمقذوفات التقليدية ويتزامن عملها مع مكبرات صوت للإنذار المُبكر قبل سقوط القذائف.